# Toca da Barriguda
A toca da Barriguda é uma caverna localizada no município baiano de Campo Formoso, na Chapada Diamantina. Assim como a Toca da Boa Vista, maior do Brasil e do Hemisfério sul, fica localizada na região do distrito de Laje dos Negros.
É a segunda maior caverna do Brasil, com trinta quilômetros de percurso mapeados. Foi constituída em rochas carbonáticas, típica dos planaltos cársticos da Chapada Diamantina, e fica situada na área banhada pela sub-bacia do rio Salitre, tributário do rio São Francisco.